# I. liga 1959-1960
L'edizione 1959/60 del campionato cecoslovacco di calcio vide la vittoria finale dello Spartak Hradec Králové.
Capocannoniere del torneo fu Michal Pucher dello Slovan Nitra con 18 reti.

## Classifica finale
|    | Classifica                | G  | V  | N  | P  | GF | GS | DR  | Pti |
| -- | ------------------------- | -- | -- | -- | -- | -- | -- | --- | --- |
| 1  | Spartak Hradec Králové    | 26 | 13 | 8  | 5  | 43 | 27 | +16 | 34  |
| 2  | Slovan Bratislava         | 26 | 12 | 8  | 6  | 53 | 31 | +22 | 32  |
| 3  | Dukla Praga               | 26 | 11 | 10 | 5  | 44 | 25 | +19 | 32  |
| 4  | Spartak Trnava            | 26 | 13 | 5  | 8  | 43 | 38 | +5  | 31  |
| 5  | CH Bratislava             | 26 | 12 | 6  | 8  | 40 | 26 | +14 | 30  |
| 6  | Baník Ostrava             | 26 | 12 | 4  | 10 | 29 | 34 | -5  | 28  |
| 7  | Spartak Praga Stalingrado | 26 | 8  | 10 | 8  | 36 | 29 | +7  | 26  |
| 8  | Slovan Nitra              | 26 | 8  | 8  | 10 | 38 | 39 | -1  | 24  |
| 9  | Tatran Prešov             | 26 | 9  | 6  | 11 | 39 | 43 | -4  | 24  |
| 10 | Rudá Hvězda Brno          | 26 | 10 | 3  | 13 | 34 | 37 | -3  | 23  |
| 11 | Dynamo Praga              | 26 | 9  | 5  | 12 | 36 | 44 | -8  | 23  |
| 12 | Spartak Praga Sokolovo    | 26 | 9  | 5  | 12 | 31 | 40 | -9  | 23  |
| 13 | Jednota Košice            | 26 | 8  | 6  | 12 | 24 | 44 | -20 | 22  |
| 14 | Pardubice                 | 26 | 4  | 4  | 18 | 23 | 56 | -33 | 12  |

## Verdetti
- Spartak Hradec Kralove campione di Cecoslovacchia 1959/60.
- Spartak Hradec Kralove ammessa alla Coppa dei Campioni 1960-1961.
- Jednota Kosice e Dukla Pardubice retrocesse.